# نوونکویه
نوونکویه (به لاتین: Novenkoye) یک منطقهٔ مسکونی در روسیه است که در سرزمین آلتای واقع شده‌است.